# L'Arbresle
L'Arbresle is een gemeente in het Franse departement Rhône (regio Auvergne-Rhône-Alpes). De plaats maakt deel uit van het arrondissement Villefranche-sur-Saône. De gemeente telde 6.469 inwoners op 1 januari 2022.

## Geografie
De oppervlakte van L'Arbresle bedroeg op 1 januari 2022 3,36 vierkante kilometer; de bevolkingsdichtheid was toen 1.925,3 inwoners per km².
De onderstaande kaart toont de ligging van L'Arbresle met de belangrijkste infrastructuur en aangrenzende gemeenten.

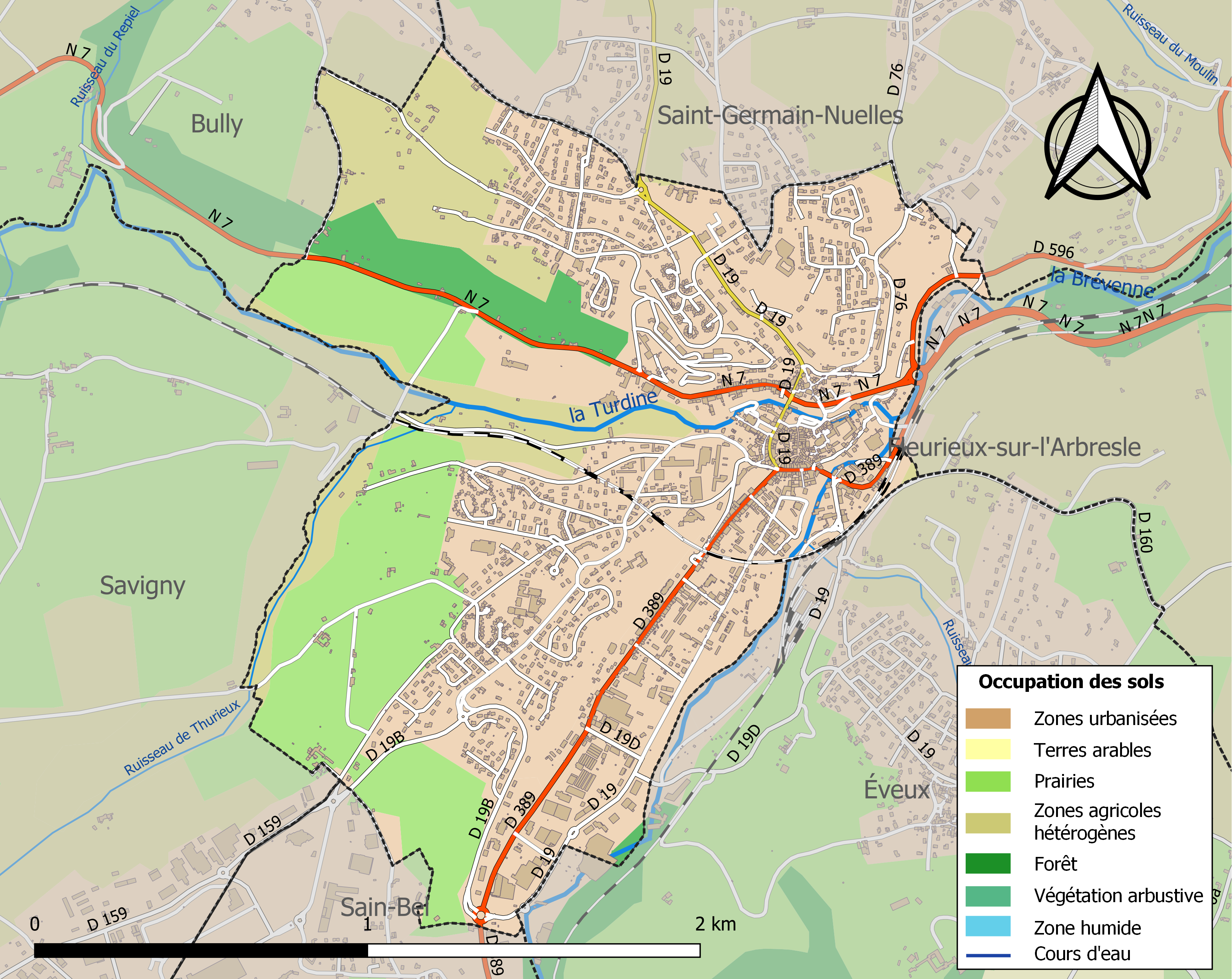

## Demografie
Onderstaande figuur toont het verloop van het inwonertal (bron: INSEE-tellingen).

## Bezienswaardigheden
- L'Église Saint Jean Baptiste
- Maison Jacques Coeur
- La maison des de Valous
- L'Hôtel de ville
- La maison a colombages
- De Clos Landar

## Verkeer
In de gemeente ligt spoorwegstation L'Arbresle.

## Personen verbonden aan de stad
- Jean-Michel Aulas (1949), Frans zakenman en sportbestuurder, clubpresident en eigenaar van Olympique Lyonnais (1987-heden)
- André Lassagne (1911-1953) - Verzetsstrijder
- Meester Philippe (1849-1905) - Spiritueel genezer
- Claude Terrasse (1867-1923) - Componist
- Barthélemy Thimonnier (1793-1857) - uitvinder